# Abbe (månekrater)
Abbe er et nedslagskrater på Månen, som ligger på den sydlige halvkugle på Månens bagside. Det er opkaldt efter den tyske fysiker Ernst Karl Abbe (1840-1905).
Navnet blev officielt tildelt af den Internationale Astronomiske Union (IAU) i 1970. 

## Omgivelser
Abbe ligger lige syd for Hesskrateret og i den østlige del af det store Poincarékrater. 

## Karakteristika
Den ydre væg af Abbe er noget eroderet, og der er små kratere i den nordvestlige og sydvestlige kraterrand. Kraterets indre bund er relativt jævn, men med en del småkratere i overfladen.

## Satellitkratere
De kratere, som kaldes satellitter, er små kratere beliggende i eller nær hovedkrateret. Deres dannelse er sædvanligvis sket uafhængigt af dette, men de får samme navn som hovedkrateret med tilføjelse af et stort bogstav. På kort over Månen er det en konvention at identificere dem ved at placere dette bogstav på den side af satellitkraterets midte, som ligger nærmest hovedkrateret. Abbekrateret har følgende satellitkratere:
| Abbe | Bredde  | Længde   | Diameter |
| ---- | ------- | -------- | -------- |
| H    | 58,2° S | 177,9° Ø | 25 km    |
| K    | 59,6° S | 177,3° Ø | 28 km    |
| M    | 61,6° S | 175,3° Ø | 29 km    |

## Måneatlas
- Billeder af Abbekrateret i LPI-måneatlasset